# Artan Hoxha
Pour les articles homonymes, voir Hoxha.
Artan Hoxha, est un homme politique albanais. Il fut ministre de l'Économie de 1992 à 1993.